# الرمادي بحري
قرية الرمادي بحري هي إحدى القرى التابعة لمركز إدفو في محافظة أسوان في جمهورية مصر العربية.